# 德氏角蟾
德氏角蟾（学名：Sarawakiphrys dringi）一种分布于马来西亚沙捞越巫鲁山地区的两栖动物，发表时归入角蟾属（Megophrys），2023年中国研究人员以本种为模式种创建了单型属砂角蟾属（Sarawakiphrys）。种小名源自英国两栖爬行动物学家朱利安·克里斯托弗·马克·德林（Julian Christopher Mark Dring）的姓氏。